# Л’Оспитале-дю-Ларзак
Л’Оспитале́-дю-Ларза́к (фр. L'Hospitalet-du-Larzac, окс. L'Espitalet de Larzac) — коммуна во Франции, находится в регионе Окситания. Департамент — Аверон. Входит в состав кантона Нан. Округ коммуны — Мийо.
Код INSEE коммуны — 12115.
Коммуна расположена приблизительно в 550 км к югу от Парижа, в 150 км восточнее Тулузы, в 65 км к юго-востоку от Родеза.

## Население
Население коммуны на 2008 год составляло 331 человек.
| 1962 | 1968 | 1975 | 1982 | 1990 | 1999 | 2008 |
| ---- | ---- | ---- | ---- | ---- | ---- | ---- |
| 205  | 218  | 233  | 247  | 246  | 249  | 331  |

## Администрация
| Период | Период | Фамилия     | Партия                                                         | Должность           |
| ------ | ------ | ----------- | -------------------------------------------------------------- | ------------------- |
| 1965   | 2008   | Жорж Прива  |                                                                |                     |
| 2008   |        | Оливье Сикр | Объединение в поддержку республики и Союз за народное движение | депутат (1995—1997) |

## Экономика
В 2007 году среди 200 человек в трудоспособном возрасте (15—64 лет) 139 были экономически активными, 61 — неактивными (показатель активности — 69,5 %, в 1999 году было 70,9 %). Из 139 активных работали 124 человека (69 мужчин и 55 женщин), безработных было 15 (7 мужчин и 8 женщин). Среди 61 неактивных 15 человек были учениками или студентами, 30 — пенсионерами, 16 были неактивными по другим причинам.

## Фотогалерея
- Л’Оспитале-дю-Ларзак
- Фонтан
- Памятник погибшим в Первой мировой войне
- Карта коммуны